# Institut Kurtxàtov
L'Institut Kurtxàtov (en rus: Hациональный исследовательский центр «Курчатовский Институт») (en català: Centre Nacional de Recerca "Institut Kurtxàtov") és la principal institució de recerca i desenvolupament de Rússia, en el camp de l'energia nuclear. L'institut porta el nom de Ígor Kurtxàtov i es troba a la Plaça Kurtxàtov, a Moscou. A l'època de la Unió Soviètica era conegut com: "Institut Kurtxàtov de l'Energia Atòmica" (en rus: Институт Атомной Энергии им. И.В. Курчатова).

## Història

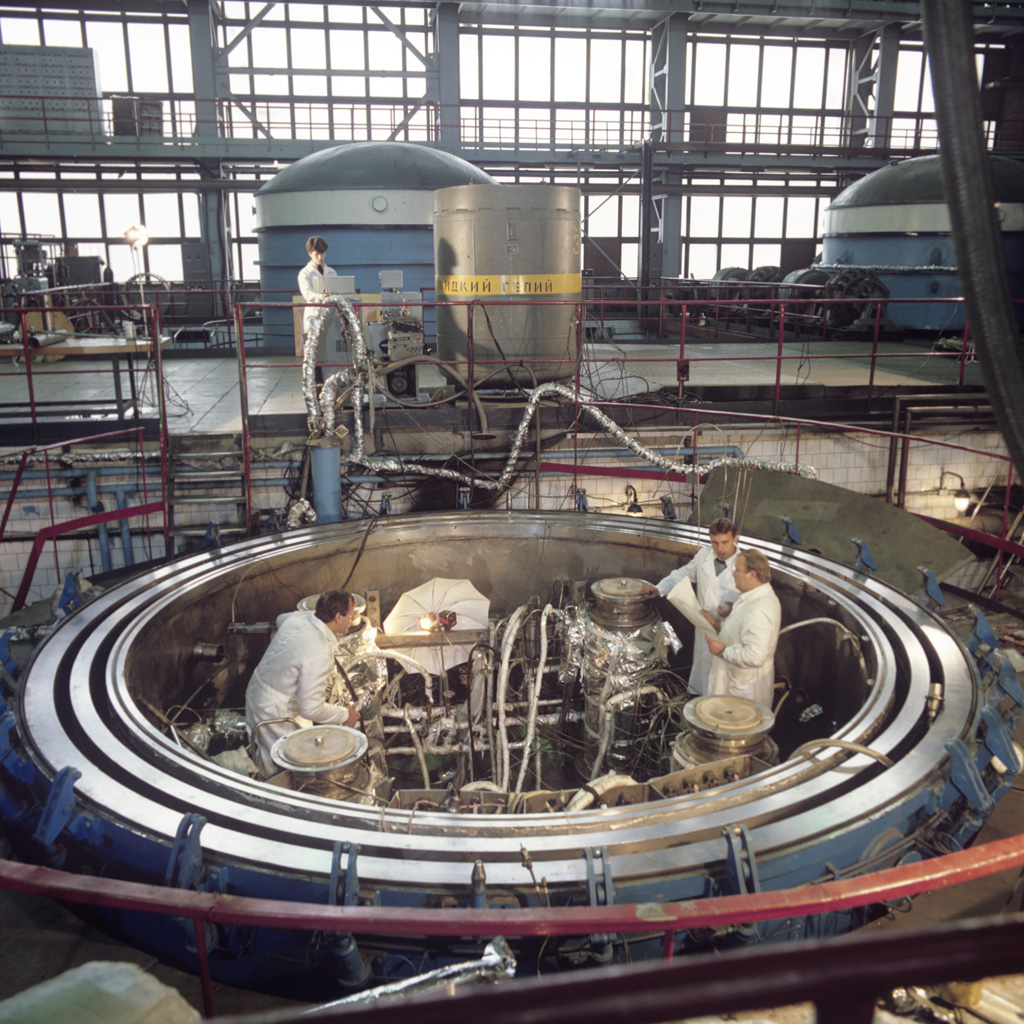
Una prova del camp magnètic (1986).

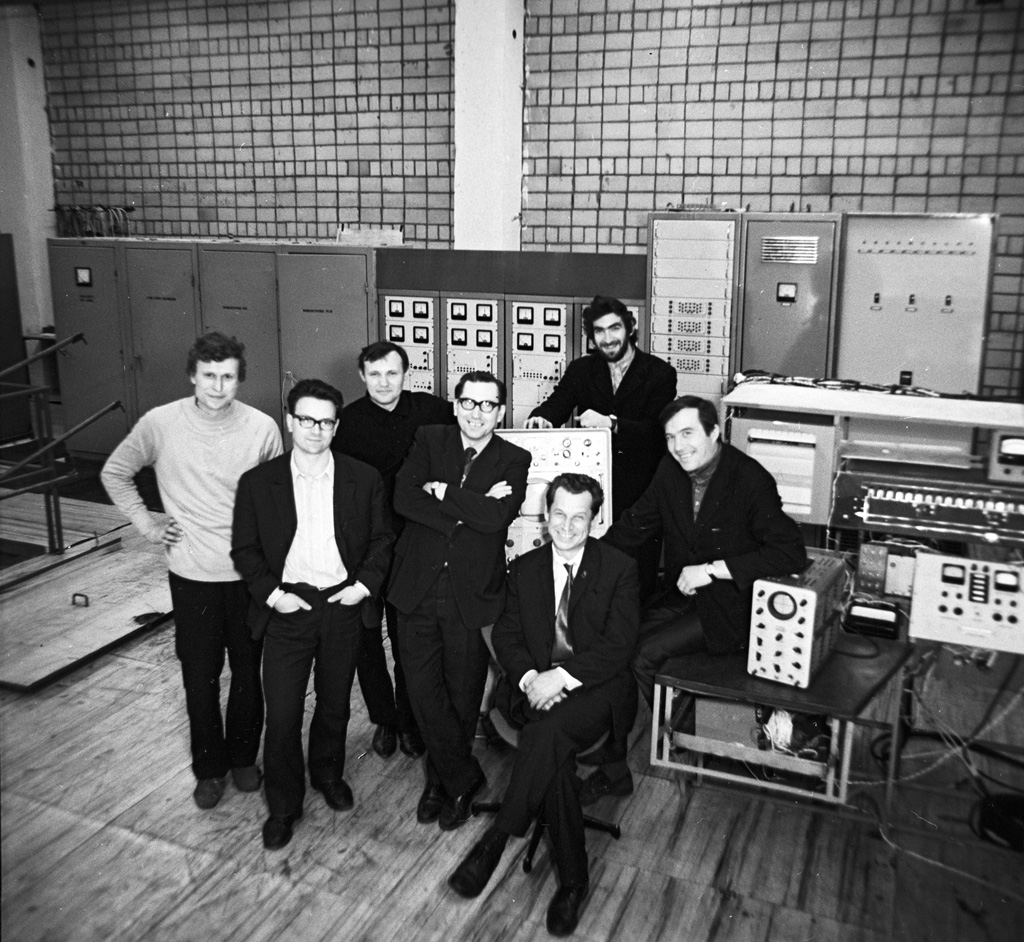
Una fotografia del personal del centre (1974).

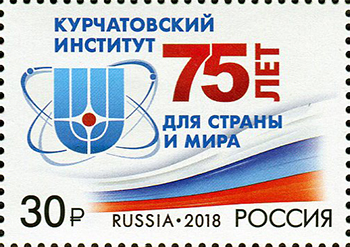
Un segell postal emès per Rússia per celebrar el 75 aniversari de l'institut (2018).

### Anys 40 i 50
L'Institut Kurtxàtov es va fundar en 1943 amb el propòsit inicial de desenvolupar armes nuclears. L'institut fins a l'any 1955 era conegut amb el nom secret: "Laboratori número 2 de l'Acadèmia de Ciències de la Unió Soviètica". La majoria dels reactors nuclears soviètics van ser dissenyats en aquest institut, inclòs el F-1, el primer reactor nuclear anés d'Amèrica del Nord a mantenir un estat de críticidad. Des de 1955, l'institut va ser l'amfitrió d'importants treballs científics experimentals en els camps de la fusió nuclear i la física del plasma.

### Anys 60 i 70
En particular, els primers sistemes de reactor de fusió Tokamak es van desenvolupar en l'institut, el més reeixit va ser el T-3 i la seva versió més gran, el T-4, el reactor es va provar en 1968 en Novosibirsk, realitzant la primera reacció de fusió nuclear gairebé estacionària de la història.

### Anys 80 i 90
En la dècada de 1980, els empleats de l'Institut Kurtxàtov i els enginyers informàtics van exercir un paper molt important en l'establiment d'una cultura informàtica en participar en el desenvolupament del sistema operatiu DONEM, aquest sistema va portar a una major difusió d'Internet a Rússia. El creixement de la xarxa va continuar després de la dissolució de la Unió Soviètica. Fins a 1991, el Ministeri d'Energia Atòmica va supervisar l'administració de l'Institut Kurtxàtov. Després de la seva transformació al Centre Científic de l'Estat al novembre de 1991, l'institut va quedar subordinat directament al Govern rus.

### Segle XXI
D'acord amb els estatuts de l'institut, el director de l'institut és nomenat pel Primer ministre, d'acord amb les recomanacions de la companyia estatal Rosatom. Al febrer de 2005, Mikhail Kovalchuk va ser nomenat director de l'institut, des de l'any 2015 és el president de l'institut, el càrrec de director va ser ocupat pels doctors Ilgisonis, Minkin i Alexander Blagov, (des de novembre de 2018). Al febrer de 2007, l'Institut Kurtxàtov es va convertir en la principal organització que coordina els esforços en el camp de la nanotecnologia a Rússia. L'institut col·labora amb el projecte ITER en Cadarache, França.